# Сегре
Сегре (на френски: Sègre, на испански: Río Segre, на каталонски: Segre) е река в Южна Франция (департамент Източни Пиренеи) и Североизточна Испания (автономна област Каталония), ляв приток на Ебро. Дължина 265 km, площ на водосборния басейн 22 579 km²

## Географска характеристика
Река Сегре води началото си на 1992 m н.в., от северния склон на Източните Пиренеи, в югозападната част на департамента Източни Пиренеи, в най-южната част на Франция). В най-горното си течение тече на северозапад, а след това на югозапад и при испанския град Пучсерда навлиза на територията на Испания. След града завива на запад, а след град Сео де Урхел – на югозапад и запазва това направление до устието си. В началото на испанска територия тече в тясна и дълбока планинска золина, но със сравнително полегати склонове и слаб наклон. След град Сео де Урхел навлиза в дълго над 80 km дефиле, като на отделни места ширината на долината ѝ не надвишава 100 m. В тези тесни участъци са изградени преградните стени на каскада от няколко язовира и мощни ВЕЦ-ове. В района на град Балагер излиза от теснините и пресича хълмистата и плодородна Леридска котловина. Влива се отляво в река Ебро, на 70 н.в., при град Мекиненса в провинция Лерида.
Водосборният басейн на Сегре обхваща площ от 22 579 km², което представлява 26,01% от водосборния басейн на река Ебро. Той е силно ексцентричен, с малки, къси и маловодни леви притоци и дълги и пълноводни десни притоци, разположени ветрилообразно. На запад водосборният басейн на Сегре граничи с водосборния басейн на река Галего (ляв приток на Ебро), на север – с водосборните басейни на реките Адур и Гарона (от басейна на Атлантическия океан), а на изток и югоизток – с водосборните басейни на реките Тет, Тер, Льобрегат и Франкали (от басейна на Средиземно море).
Основни притоци: десни – Ногера Палясера (154 km, 2820 km²), Ногера Рибагорсана (133 km), Синка (191 km).
Река Сегре има предимно дъждовно подхранване и ясно изразено зимно пълноводие. Среден годишен отток в долното течение около 250 m³/sec.

## Стопанско значение, селища
Река Сегре има важно хидроенергийно и иригационно значение. По течението на реката и по пълноводните ѝ десните ѝ притоци са изградени каскади от мощни ВЕЦ-ове (Табескон, Тремп, Камараса, Медияно, Каниелес, Терадетс и др.). В долното течение част от водите ѝ се използват за напояване. Най-големите селища по течението ѝ са: Пучсерда, Балагер и Лерида.